# Rhinolophus nereis
Rhinolophus nereis es una especie de murciélago de la familia Rhinolophidae.

## Distribución geográfica
Es endémica de las islas Anambas y las islas Natuna (Indonesia).